# Abrykosowe (Krym)
Abrykosowe (ukr. Абрикосове, ros. Абрикосово, Abrikosowo) – wieś na Ukrainie, w Autonomicznej Republice Krymu (de iure stanowiącej integralną część państwa ukraińskiego, w 2014 anektowanej przez Rosję i odtąd funkcjonującej jako Republika Krymu), w rejonie perwomajskim. W 2001 liczyła 1030 mieszkańców. Według spisu ludności przeprowadzonego przez okupacyjne władze rosyjskie populacja wsi w 2014 wynosiła 777 osób.